# Careproctus improvisus
Careproctus improvisus är en fiskart som beskrevs av Anatoly Petrovich Andriashev och Stein, 1998. Careproctus improvisus ingår i släktet Careproctus och familjen Liparidae. Inga underarter finns listade.